# 出野徹之
出野 徹之（いでの てつゆき、1943年 - ）は、岡山県出身の元関西テレビ放送アナウンサー。

## 人物
日本大学芸術学部卒業後、1967年、関西テレビ入社。主としてプロ野球中継等のスポーツ放送に携わる。後期はFNNシンガポール支局（関西テレビ設置）特派員、関西テレビ国際部長として活躍。
2002年から関西テレビが協力する大阪センチュリー交響楽団に出向し、事務局長就任。